# 庞纳子达里亚河

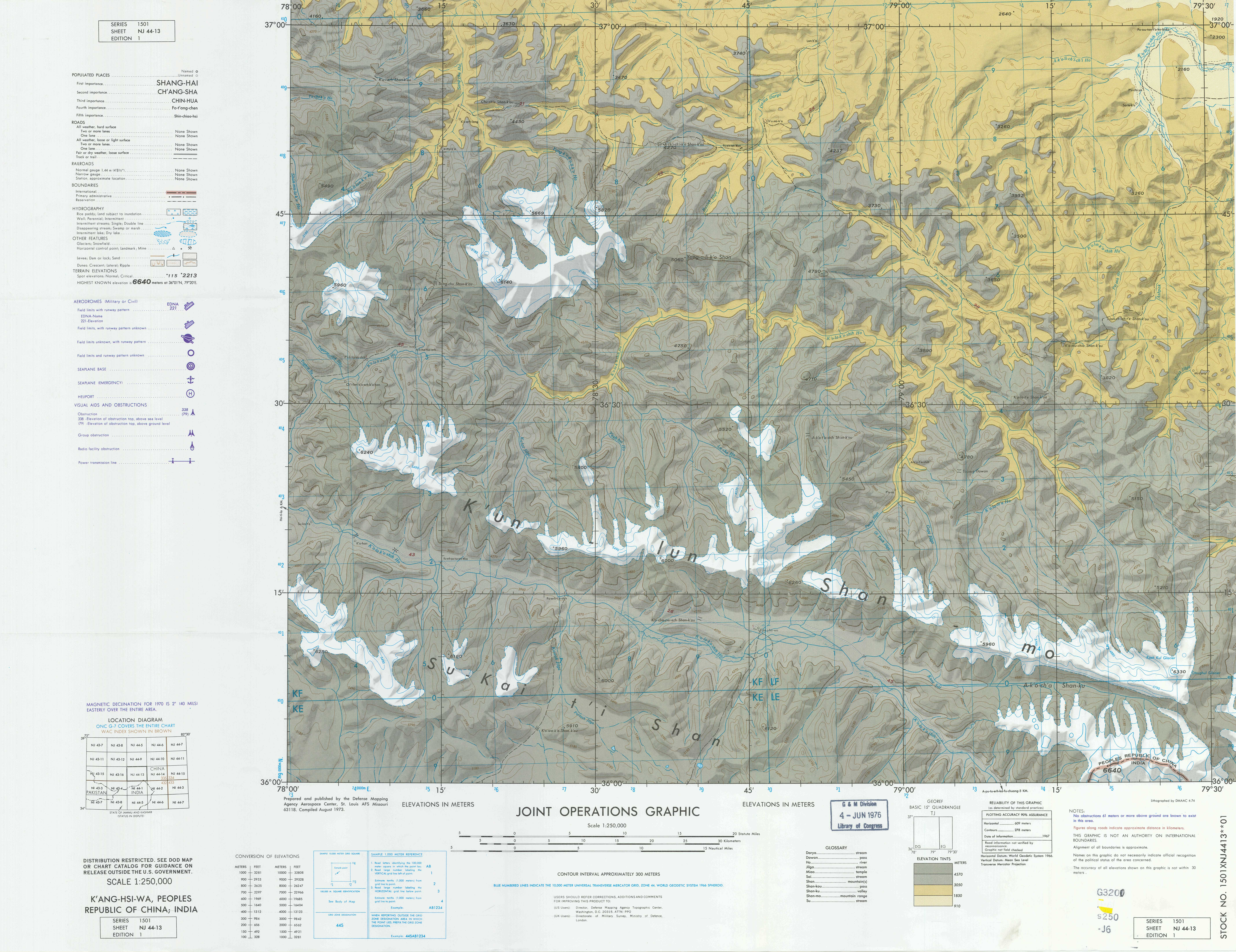
喀拉喀什河上游地区的地圖（DMA, 1973年），庞纳子达里亚河（Panaz Darya）位于图中部偏右。

庞纳子达里亚河(Panaz Darya, 36°33′00″N 79°03′18″E / 36.55000°N 79.05500°E)，又名帕那孜河，位于中华人民共和国新疆维吾尔自治区和田县南部昆仑山地区的一条河流，是喀拉喀什河右岸支流，发源于昆仑山脉的得其捷克山谷冰川和庞纳子山谷冰川形成的支流汇集而成，自东南向西北流，汇入喀拉喀什河。河长51.2千米，流域面积1003平方千米，年均径流量约2.177亿立方米。
在兴建新藏公路二线（西线）－“和康公路”时，拟建规划庞纳子水库于580国道K158+418处，海拔高度2450-2500m。测量时水位为2278.52m，水库规划蓄水位为2440m。